# Notogomphus zernyi
Notogomphus zernyi – gatunek ważki z rodziny gadziogłówkowatych (Gomphidae).